# Julio Cezar Diogo
Julio Cezar Diogo (Rio de Janeiro, 8 de novembro de 1876 – Belo Horizonte, 16 de dezembro de 1936) foi um farmacêutico brasileiro.
Graduado em farmácia na Faculdade de Medicina do Rio de Janeiro em 1903. Foi eleito membro da Academia Nacional de Medicina em 1924, sucedendo Augusto Cezar Diogo na Cadeira 97, que é também patrono desta cadeira.